# شتیپینا
شتیپینا (به صربی: Štipina) یک منطقهٔ مسکونی در صربستان است که در کنگاژواتس واقع شده‌است. شتیپینا ۵۳۱ نفر جمعیت دارد.